# Josep Ramoneda i Nonés
Josep Ramoneda i Nonés fou un advocat, propietari i polític català. Fou elegit diputat del Partit Liberal Fusionista pel districte de Sant Feliu de Llobregat a les eleccions generals espanyoles de 1881 i 1886. Com a diputat va tenir un paper poc destacat i fou molt poc actiu.